# Metzia lineata
Metzia lineata är en fiskart som först beskrevs av Pellegrin, 1907.  Metzia lineata ingår i släktet Metzia och familjen karpfiskar. IUCN kategoriserar arten globalt som livskraftig. Inga underarter finns listade i Catalogue of Life.